# Rissne äng
Rissne äng är en stadspark i Sundbybergs kommun som sammanbinder Rissne, Hallonbergen och Centrala Sundbyberg. Området bereds sedan 2024 för att bli ett naturreservat. I området finns flera rödlistade skalbaggar.